# Sant'Elena Irpina
Sant'Elena Irpina è una frazione del comune di Pietradefusi in provincia di Avellino. Essa sorge sulla strada che collega la frazione Dentecane alla frazione Pietra dello stesso comune. La strada che l'attraversa porta anche a San Giorgio del Sannio.
Sant'Elena Irpina era anticamente chiamata "Pisciaro" o "Piscero" e ancora oggi nel dialetto locale viene chiamata così.
La frazione ha due piazze, una "religiosa" perché è presente la chiesa di Santa Croce e l'altra "amministrativa" perché in essa era presente il municipio.

## Monumenti e luoghi d'interesse

### Chiesa di Santa Croce

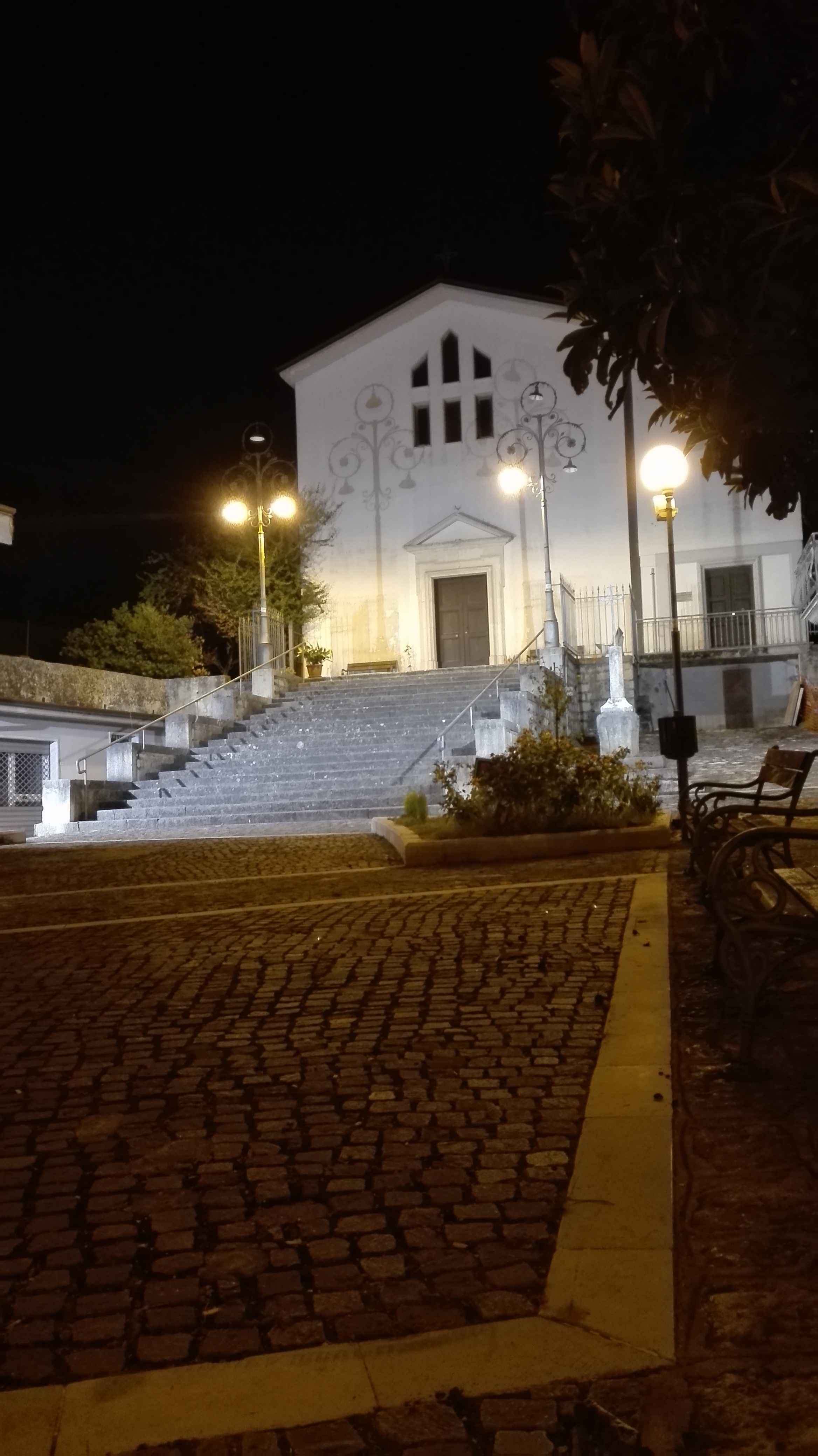
Facciata della Chiesa di Santa Croce

La chiesa di Santa Croce è stata costruita nel 1629 da Carlo Petrillo nell'allora casale "Pisciare". Era con un'unica navata e con la statua di Sant'Elena Imperatrice per è più conosciuta come Chiesa di Sant'Elena. L'antica chiesa fu demolita in seguito alla costruzione della galleria autostradale "Sant'Elena". Essa è di stile moderno.
La chiesa è molto semplice all'esterno ed è di colore bianco.Sovrasta la piazza dall'alto di uno scalone. Alla sommità di questo scalone, a destra e a sinistra, sono presenti due artistici lampioni in ferro battuto datati 1931 e donati dagli Americani.
Il portale della chiesa è uno dei pochi resti della chiesa antica caduta con la costruzione della sottostante galleria autostradale. A destra della facciata è presente il campanile.
All'interno la chiesa è molto semplice e moderna. In fondo alla navata è presente la statua di Sant'Elena. A destra e a sinistra di tale nicchia ci sono due vetrate che raffigurano episodi della fase finale della vita di Cristo.
Nel 2016, su iniziativa del nuovo parroco Don Claudio Moffa, sono stati portati avanti dei lavori che hanno portato alla risistemazione delle statue su apposite mensole in pietra e alla ricostruzione di quello che era l'antico altare in marmo dell'originaria chiesa conservato dopo la costruzione di quella attuale.
Altro elemento originale dell'antica chiesa è il confessionale in legno massello e le acquasantiere in pietra.

## Società

### Religione
A Sant'Elena Irpina è presente un'antica Confraternita della Buona Morte di San Giuseppe fondata nel XVII secolo per dare sostegno economico e spirituale ai bisognosi della zona. Di questa confraternita si conservano: un antico sarcofago ligneo dipinto e con sculture raffiguranti teschi con tibie incrociate che serviva per accogliere la sobria tomba dei confratelli durante la processione verso il cimitero, un armadio per le vesti, i bastoni del priore.
In questa frazione è presente anche l'apostolato della preghiera.